# José Pemartín Sanjuán
Pour les articles homonymes, voir Pémartin.
José Pemartín Sanjuán, né à Jerez de la Frontera le 29 février 1888 et mort à Madrid le 6 février 1954, est un homme politique et écrivain espagnol, apologiste de la dictature de Primo de Rivera et collaborateur de la revue contre-révolutionnaire Acción Española durant la Seconde République. Partisan du camp des insurgés durant la guerre civile espagnole, il défendit avec véhémence la nécessité de « renationaliser l'Espagne » et de faire de l'enseignement de l’Histoire de l’Espagne — historia de la España eterna y única, « histoire de l’éternelle et unique Espagne » selon sa vision — une « deuxième religion ».
Son ouvrage Qué es lo nuevo (1937) fut considéré par Herbert Southworth, du Spanish Information Bureau de New York, comme le Mein Kampf franquiste. Dans celui-ci, Pemartín conciliait le fascisme de la Phalange avec le traditionalisme espagnol pour produire l’idéal d’un « fascisme catholique style XVIe siècle » dans lequel Franco incarnerait la figure de Philippe II, et défendait l’union du fascisme italien et du nazisme allemand dans leur lutte contre les démocraties et le socialisme.